# Juillet 1917

## Événements
- Début juillet en France : les soldats du corps expéditionnaire russe en France se mutinent. La mutinerie sera écrasée dans le sang.
- Agitation sociale au Brésil. Appel à la grève générale lancé à São Paulo, entendu par 45 000 travailleurs, pour demander des hausses de salaires. La grève s’étend à Rio de Janeiro et force le gouvernement à renforcer son appareil répressif.
- Agitation sociale à Valence, Bilbao, Saint-Jacques-de-Compostelle en Espagne.

- 1er juillet : début de l'Offensive Kerensky des Russes en Galicie (fin le 16 juillet).

- 6 juillet : prise d'Aqaba par les Arabes assistés de Lawrence d'Arabie.
  - Premiers succès de la révolte arabe au début de l’année. Ali et Abdallah maintiennent le blocus de Médine, tandis que Fayçal marche vers le nord et prend Aqaba en juin, ce qui lui permet d’être facilement ravitaillé par les alliés. Fayçal mène ensuite une guérilla contre la ligne du Hedjaz et les communications ottomanes, gênant le mouvement des troupes vers l’Égypte. Fayçal continue d'obtenir le soutien des tribus transjordaniennes puis syriennes, s’empare des petites bourgades à l’est de la mer Morte, puis remonte vers Damas, remettant en question les termes de l’accord Sykes-Picot.

- 14 juillet : 
  - Le « parti des généraux » prend le pouvoir en République de Chine. Le président Li Yuanhong démissionne et laisse ses fonctions à Feng Guozhang
  - Allemagne : le chancelier Bethmann-Hollweg démissionne sous la pression de généraux et de chefs de partis. Georg Michaelis, chancelier (fin en novembre).

- 16 - 20 juillet : lors des journées de juillet, 500 000 personnes manifestent à Petrograd à l’appel du Congrès panrusse des Soviets.

- 19 juillet :
  - Motion de paix votée à la majorité au Reichstag allemand condamnant les conquêtes territoriales, sur initiative de Matthias Erzberger.
  - L’armée allemande oblige les Russes à évacuer la Galicie.

- 22 juillet : le gouvernement siamois s’engage dans la Première Guerre mondiale aux côtés des Alliés.

- 27 juillet : 
  - Arrivée aux États-Unis de cinq premiers de Havilland DH.4 devant servir de modèle aux constructeurs américains, technologiquement dépassés à la suite des recherches menées en Europe dans le domaine militaire. Les industriels français et britanniques étaient très hostiles à cette cession technologique.
  - France : reconnue coupable d'espionnage, la danseuse néerlandaise Mata Hari est condamnée à mort. Le procès avait débuté le 24 juillet.

- 31 juillet :
  - France : loi qui poursuit la réforme fiscale induite par l'introduction de l'impôt sur le revenu. Ce texte annonce la transformation, à compter de 1918, des contributions foncières, mobilières et sur les portes et fenêtres ainsi que celle de la patente, en impôts locaux, et détaille les différentes catégories de revenus sur lesquels le nouvel impôt sera assis. Quatre impôts cédulaires sont créés en plus des deux autres (deux anciens : 1- l'impôt foncier des propriétés bâties et des propriétés non bâties, 2- l'impôt sur le revenu des valeurs mobilière et quatre nouveaux 1- l'impôt sur les traitements et salaires, 2- l'impôt sur les bénéfices de l'exploitation agricole, 3- l'impôt sur les bénéfices industriels et commerciaux, 4- l'impôt sur les bénéfices des professions non commerciales). Le taux de l'impôt général sur le revenu passe de 10 à 12,5 %[1].
  - Bataille de Passchendaele. Offensive britannique dans les Flandres dirigée par le général Douglas Haig.

## Naissances
- 4 juillet : Manuel Rodríguez Sánchez dit « Manolete », matador espagnol († 29 août 1947).
- 7 juillet : Rebeca Uribe Bone, première femme diplômée ingénieure en Colombie († 8 mai 2017).
- 8 juillet : Roland Terrier, capitaine au long cours, compagnon de la Libération († 25 juillet 1976).
- 18 juillet : Henri Salvador, chanteur-compositeur français († 13 février 2008).
- 21 juillet : Roger Motut, écrivain Franco-albertain († 6 février 2013).
- 24 juillet : Henri Betti, compositeur et pianiste français († 7 juillet 2005).
- 25 juillet : 
  - Marguerite Jauzelon, ambulancière réunionnaise pendant la Seconde Guerre mondiale († 10 février 2023).
  - Edouard Lizop, militant catholique français († 21 novembre 1995).
- 27 juillet : Bourvil, acteur et chanteur français († 23 septembre 1970).

## Décès
- 5 juillet : Percival Molson, athlète et soldat.
- 8 juillet : Tom Thomson, artiste peintre.
- 15 juillet : Lemuel John Tweedie, premier ministre du Nouveau-Brunswick.